# Johann Martin Schleyer
Johann Martin Schleyer (født 18. juli 1831 i Oberlauda, død 16. august 1912 i Konstanz) var en tysk romersk-katolsk præst, kendt som skaberen af kunstsproget volapük.
- Wikimedia Commons har flere filer relateret til Johann Martin Schleyer

1. ↑  Navnet er anført på engelsk og stammer fra Wikidata hvor navnet endnu ikke findes på dansk.
2. ↑  Navnet er anført på bokmål og stammer fra Wikidata hvor navnet endnu ikke findes på dansk.